# Ville-préfecture de Shigatsé
La ville-préfecture de Shigatsé (tibétain : གཞིས་ཀ་རྩེ་གྲོང་ཁྱེར།, Wylie : gzhis ka rtse grong khyer, pinyin tibétain : Xigazê Chongkyêr, THL : Zhikatsé ; chinois simplifié : 日喀则市 ; pinyin : Rìkāzé shì) est une subdivision administrative de la région autonome du Tibet en Chine. Son chef-lieu est la ville de Shigatsé (ou district de Samdrubtsé ou Samzhubzê).
La réserve naturelle du Qomolangma est située dans la ville-préfecture de Shigatsé.

## Climat
Le climat est de type montagnard. Les températures moyennes pour la ville de Shigatsé vont d'environ −3 °C pour le mois le plus froid à +16 °C pour le mois le plus chaud, avec une moyenne annuelle de +7 °C, et la pluviométrie y est de 430 mm.

## Démographie
La population de la ville-préfecture était estimée à 640 000 habitants en 2004.

## Économie
En 2006, le PIB total a été de 5,1 milliards de yuans.

## Transports

### Aérien
La ville-préfecture est desservie par l'aéroport de Shigatsé-Heping (code IATA : RKZ • code OACI : ZURK).

### Ferroviaire
La gare de Shigatsé (日喀则)est sur la ligne ferroviaire Lhassa-Shigatsé

## Personnalité
- Tashi Tsering est né dans une famille paysanne en 1929 à Guchok, un village du comté de Namling, il créa de nombreuses écoles dans la région à partir des années 1990.
- Tseten Dolma, chanteuse de musique populaire tibétaine, née en 1937.

## Subdivisions administratives

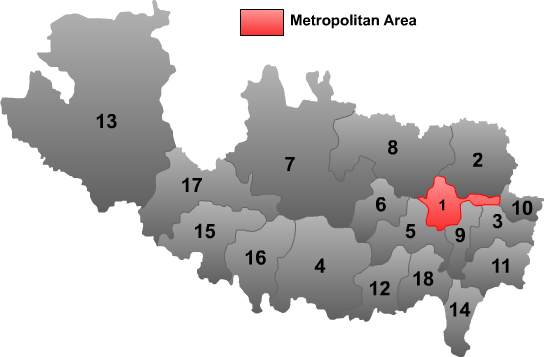
Les districts de la préfecture de Shigatsé

La préfecture de Shigatsé exerce sa juridiction sur dix-huit subdivisions - une ville-district et dix-sept xian :
1. la ville-district de Samzhubzê (ou Shigatsé) — 桑珠孜区, Sangzhuzi Qu ;
2. le xian de Namling — 南木林县, nánmùlín xiàn ;
3. le xian de Gyangzê — 江孜县, jiāngzī xiàn ;
4. le xian de Tingri — 定日县, dìngrì xiàn ;
5. le xian de Sa'gya — 萨迦县, sàjiā xiàn ;
6. le xian de Lhazê — 拉孜县, lāzī xiàn ;
7. le xian de Ngamring — 昂仁县, ángrén xiàn ;
8. le xian de Xaitongmoin — 谢通门县, xiètōngmén xiàn ;
9. le xian de Bainang — 白朗县, báilǎng xiàn ;
10. le xian de Rinbung —- 仁布县, rénbù xiàn ;
11. le xian de Kangmar — 康马县, kāngmǎ xiàn ;
12. le xian de Dinggyê — 定结县, dìngjié xiàn ;
13. le xian de Zhongba — 仲巴县, zhòngbā xiàn ;
14. le xian de Yadong — 亚东县, yàdōng xiàn ;
15. le xian de Gyirong — 吉隆县, jílóng xiàn ;
16. le xian de Nyalam — 聂拉木县, nièlāmù xiàn ;
17. le xian de Saga — 萨嘎县, sàgā xiàn ;
18. le xian de Gamba — 岗巴县, gǎngbā xiàn.

## Galerie

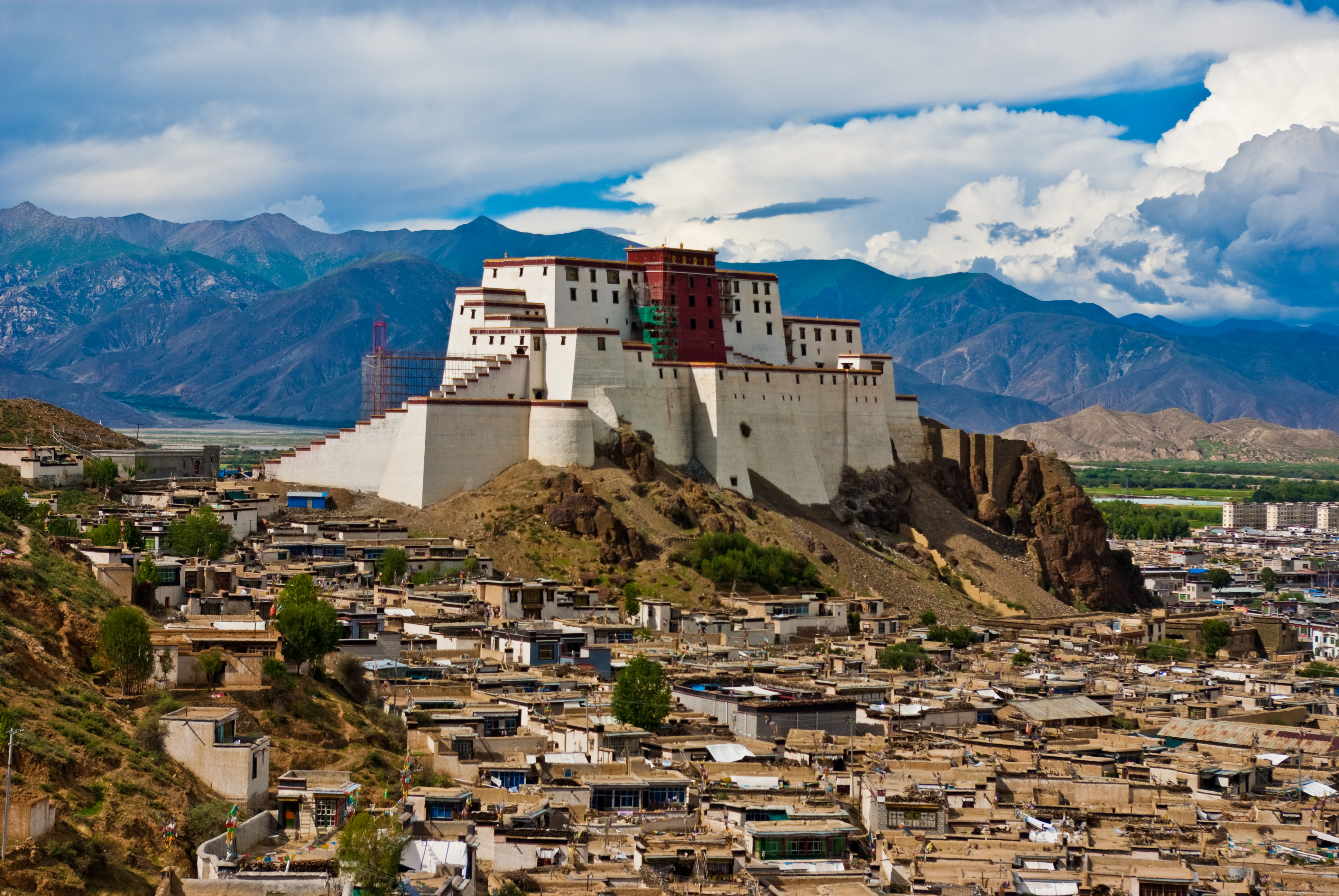
Dzong de Shigatsé
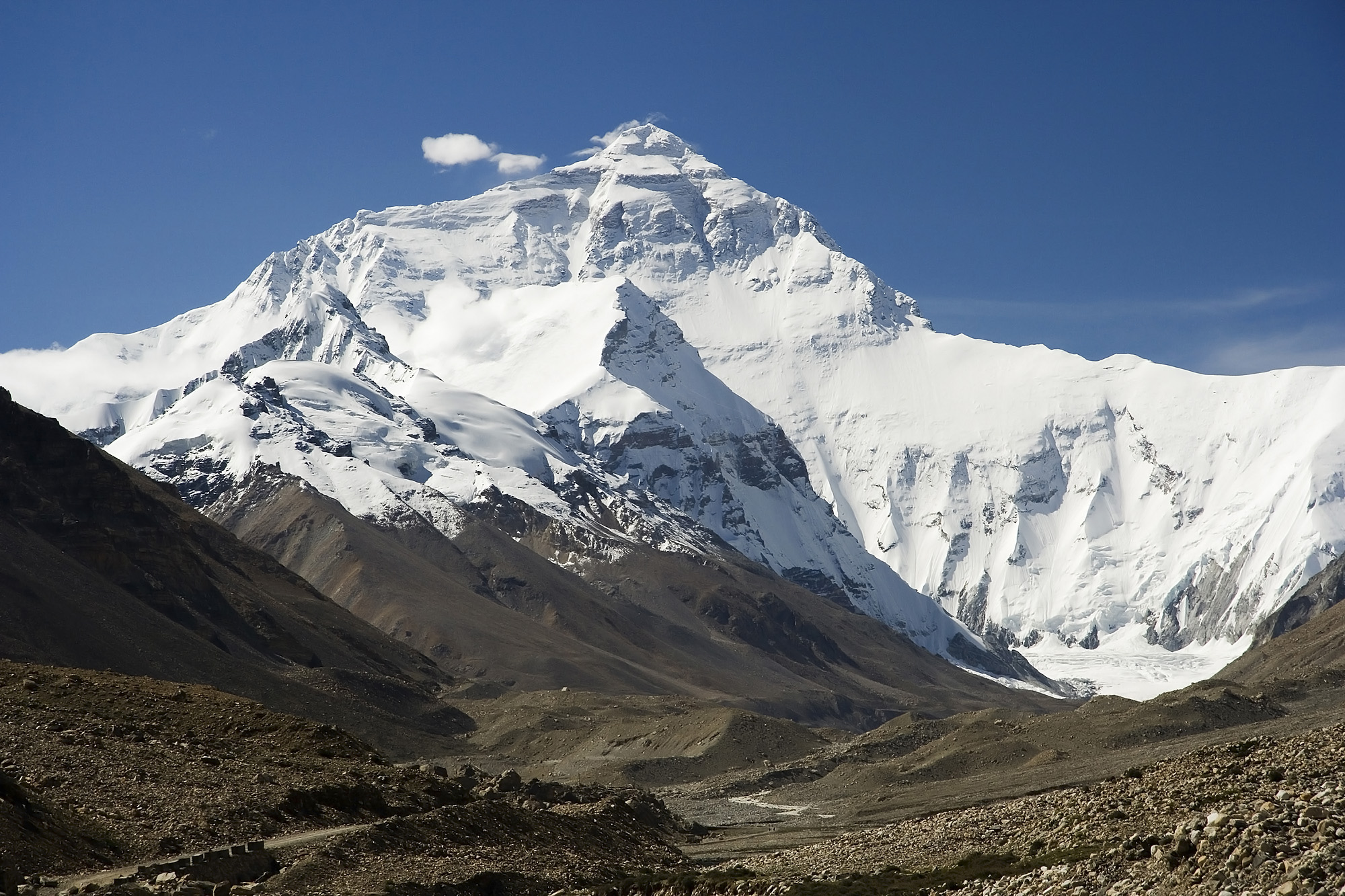
Face nord du Mont Everest
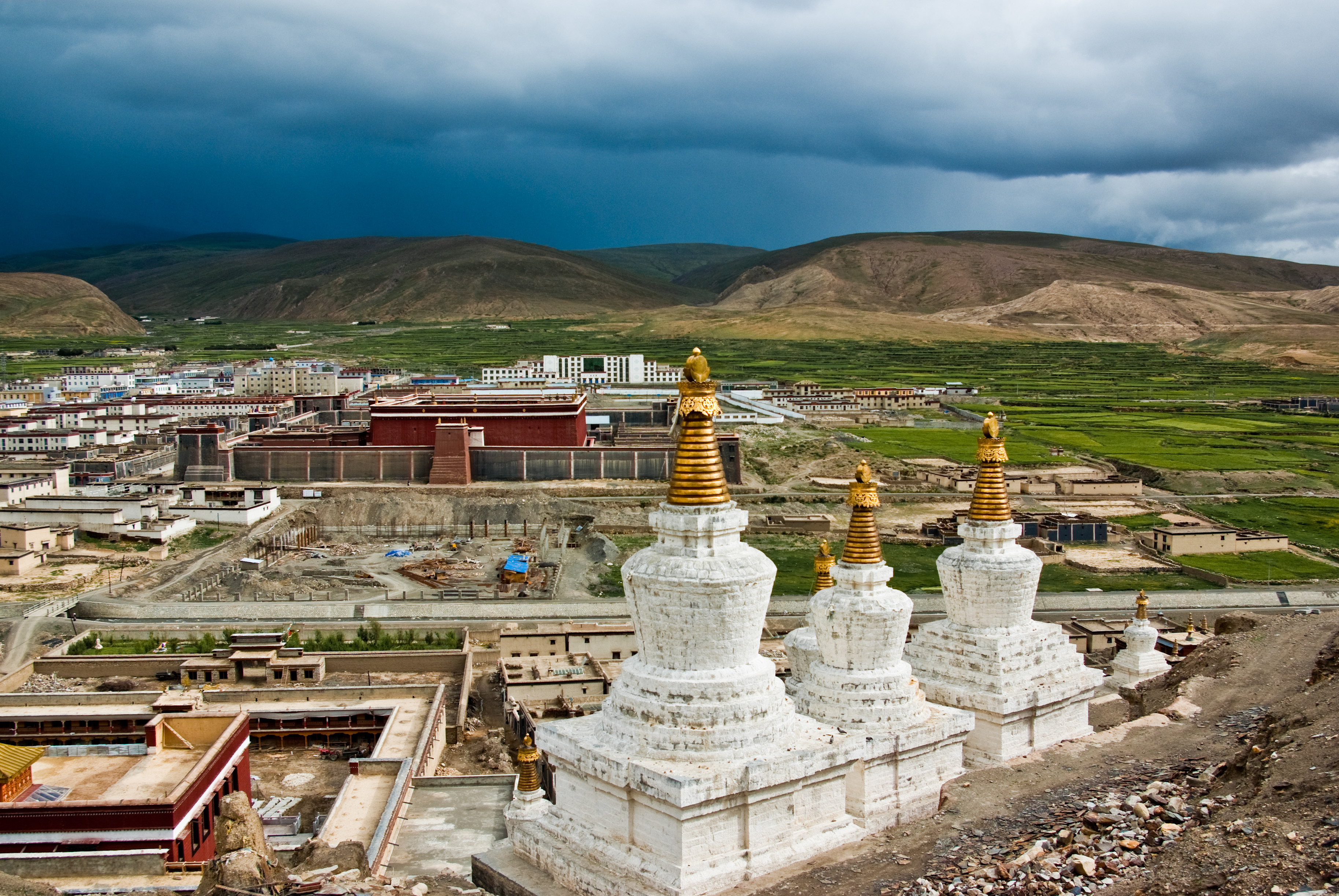
Monastère de Sakya